# Manuel Martínez Posse

Manuel Martínez Posse (Santa María de Bayo, 1858 - Tuy, 18 de marzo de 1935) fue un compositor y maestro de capilla español.

## Vida
Manuel Martínez Posse nació en Santa María de Bayo, en la provincia de La Coruña, en 1858. Se formó musicalmente en el Seminario de Santiago de Compostela con el maestro de capilla Juan Trallero. Posteriormente, Martínez Posse trabajaría en el Seminario como profesor de música, organista y director y organizador de la Schola Cantorum. En 1876 recibió la primera tonsura.
Tras dejar José María Álvarez vacante el magisterio de la Catedral de Tuy, el cabildo organizó unas oposiciones en las que participaron, además de Martínez Posse, el violinista y cantor de la Catedral de Tuy, Evaristo Bargiela. El examen se realizó el 4 de febrero de 1882 y los resultados fueron enviados para ser dictaminados por Hilario Prádanos, maestro de El Pilar. Prádanos aprobó solo a Martínez Posse, que recibió el 3 de octubre de ese mismo año el nombramiento oficial. Ya como maestro, ese mismo año, se ordenó sacerdote en Tuy.
La situación económica de la Catedral de Tuy llevó a que el magisterio de Martínez Posse fuese de decadencia de la capilla de música. Cuando llegó el nuevo maestro apenas quedaban músicos de la plantilla del maestro Álvarez y el cabildo decidió ir reduciendo sus funciones para poder reducir los salarios. Como consecuencia, en 1911 se habían reducido considerablemente la participación de los fieles en las misas, «desde que se había suprimido la música de los oficios del Miércoles y Jueves Santo». Se trató de restablecer la música en la Catedral, comprando nuevos instrumentos y agregando músicos de la banda municipal, que de forma discreta ya iban participando desde hacía años. Martínez Posse tuvo que incluir en sus composiciones un fuerte componente de instrumentos de metal, a los que unió los timbales.
En 1921 ya estaba muy achacoso y se le relevó del cuidado de los infantes del coro. En 1924 se suprimió definitivamente la orquesta catedralicia. Martínez Posse continuó su actividad musical con el orfeón de Tuy y la schola del seminario. Se jubilaría algún tiempo después, falleciendo en Tuy, el 18 de marzo de 1935.

## Obra
El estilo de Martínez Posse, allí donde pudo expresarse con libertad, es decir, en las piezas a capela compuestas en latín y castellano, fue austero, «alternando los fabordones con un contrapunto imitativo tradicional de gran sencillez y eficacia». Por otra parte, las piezas que compuso para gran orquesta, de corte muy romántico, se vieron limitados por los músicos y los instrumentos que tenía disponibles.
Las obras de Martínez Posse forman la mayoría de las que se conservan manuscritas en el archivo musical de la Catedral de Tuy. Entre su enorme producción de música sacra se cuentan oficios de difuntos, oricios de horas, lamentaciones y otras composiciones en latín; en castellano se cuentan villancicos e himnos. También hay composiciones para órgano: 2 temas para órgano y Ejercicios de armonía.
Destacan el Tantum Ergo, a tres voces y orquesta, y el Himno a San Pelayo, Fiestas del Milenario (1925). De entre las pocas obras publicadas destaca un Alza España, Himno al papa León XIII, a cuatro voces y orquesta, editada en Bilbao y que tuvo proyección internacional.